# Spermacoce ipecacuana
Spermacoce ipecacuana är en måreväxtart som beskrevs av Larranaga. Spermacoce ipecacuana ingår i släktet Spermacoce och familjen måreväxter.
Artens utbredningsområde är Uruguay. Inga underarter finns listade i Catalogue of Life.